# René Montrion
René Montrion (1896-1918) est un As de l'aviation français de la Grande Guerre.

## Biographie
Né le vendredi 7 août 1896 à Paris 8e, il est le fils de Madame Deforges, domestique, et de Monsieur Montrion, bourgeois habitant à Neuilly. Ce dernier le reconnaît en 1901 et la même année épouse sa mère. Il fréquente le collège et peut profiter du récent aménagement d'un champ d'aviation à Issy-les-Moulineaux pour développer son goût pour cette activité. Il devance l'appel pour s'engager volontairement au 108e régiment d'infanterie le 11 septembre 1914 et obtient une citation en 1915.
Passé dans l'aviation comme élève pilote le lundi 9 octobre 1916, il est promu caporal en février 1917 et breveté pilote le 8 septembre suivant.
Il devient adjudant à l'escadrille SPA 48 du deuxième groupe d'aviation.
Il lui arrive de rendre visite à ses camarades du 108e R.I. comme l'atteste l'extrait suivant « Nous avons eu aujourd'hui la visite de notre camarade Montrion ancien téléphoniste au 108e, maintenant aviateur. Ayant descendu son 10e appareil, il vient d'être promu dans la catégorie des "As". En nous quittant, le soir, pour rejoindre son camp, du côté de Soissons, il nous a montré son habileté de pilote en exécutant plusieurs acrobaties »
Il totalise onze victoires homologuées (huit autres ne sont pas reconnues), avant d'être tué en combat aérien en pilotant un Spad XII le vendredi 28 juin 1918, près de Corcy (Aisne), vaincu par l'as vénézuélien-allemand Karl Meyer Baldó (es)
Il est enterré dans la Nécropole nationale du Bois-Roger à Ambleny.
Il est décoré de la Médaille militaire à titre posthume.

## Source
Fiches de René Montrion sur le site Mémoire des Hommes